# Riserva ovarica

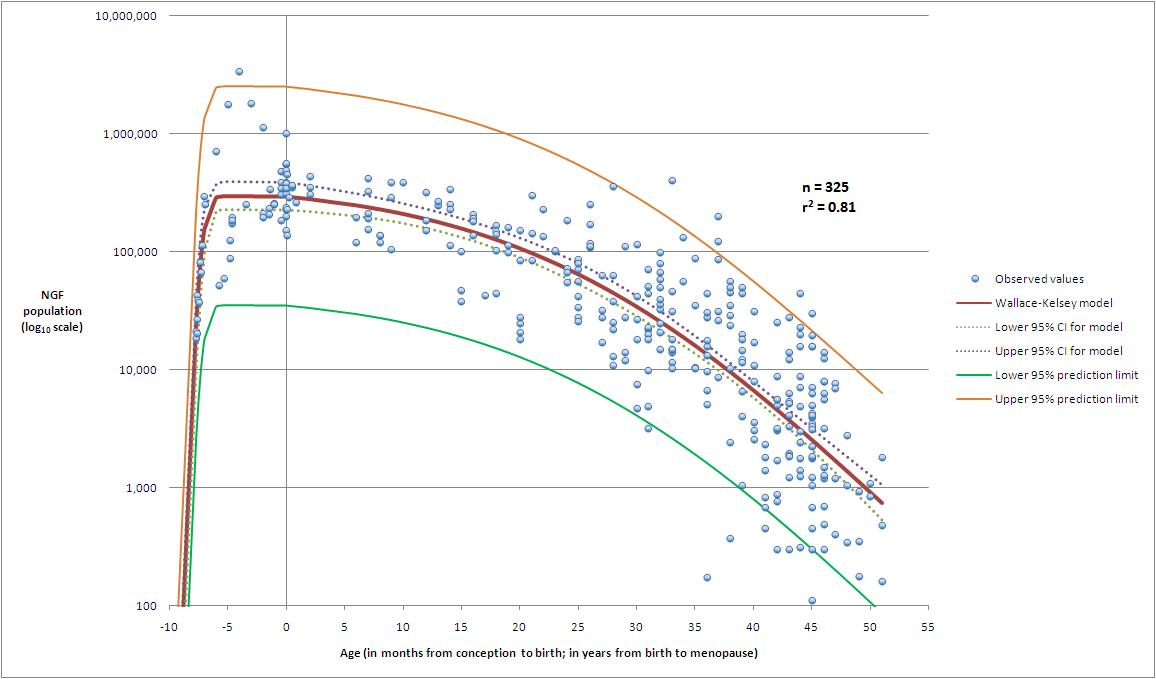
Modello grafico di riserva ovarica dal concepimento alla menopausa. Il grafico raccoglie i seguenti dati: nella linea orizzontale è raccolta l'età dei casi osservati ; nella linea verticale= Numero di follicoli rimasti in entrambe le ovaie.

Il termine riserva ovarica si riferisce al numero di ovociti e dunque alla capacità dell'ovaio di produrre follicoli ovarici capaci di essere fertilizzati per iniziare una gravidanza sana. All'aumentare dell'età della madre il numero di ovociti che può essere reclutato diminuisce, costituendo un fattore principale nella correlazione inversa tra età e fertilità femminile. 
Attualmente non si conosce alcun metodo per la determinazione diretta della riserva ovarica nelle donne; sono disponibili tuttavia misurazioni indirette di questa che assumono importanza fondamentale nella cura della sterilità.

## Caratteristiche della riserva ovarica
L'ovaio può essere paragonato ad una "banca" di cellule uovo che il sistema neuroendocrino "recluta" durante il periodo fertile della donna.
L'ovaio umano contiene infatti un numero ben specifico di follicoli primordiali; il numero massimo di questi viene raggiunto a 18-22 settimane nella vita post-concepimento, dove si contano circa 300.000 unità in media (anche se il picco massimo varia dai 35,000 ai 2.5 milioni).
La grandezza della riserva ovarica iniziale è influenzata in primo luogo da fattori genetici. Inoltre, un fattore che modula negativamente la grandezza della riserva ovarica è data dalle concentrazioni di androgeni durante lo sviluppo prenatale.

## Declino fisiologico della riserva ovarica
Ad ogni ciclo mestruale una cellula uovo è rilasciata dall'ovaio mediante il processo di ovulazione. Inoltre un certo quantitativo di follicoli primordiali (ognuno con una cellula uovo, generalmente) viene perso mediante il processo di atresia. Pertanto, durante la vita fertile solo alcune cellule uovo riescono ad essere ovulate: le restanti vengono perse mediante il processo di atresia ovulazione-dipendente ad ogni ciclo mestruale (circa 10 cellule uovo per mese) e le altre (in quantità molto abbondanti) sono perse mediante procedimenti di degenerazione/atresia ovulazione-indipendente.
Un meccanismo che contribuisce al fisiologico declino della riserva ovarica è dato dalla diminuzione dell'espressione genica di proteine coinvolte nella meiosi dell'ovocita (specificamente nel riparo del DNA in seguito alla ricombinazione omologa: un processo indispensabile per la meiosi dell'ovocita). Esempi di queste proteine sono BRCA1, MRE11, Rad51 e ATM.

## Misura della riserva ovarica
La misura della riserva ovarica può essere consigliata alle donne hanno un'età pari a 35 o maggiore e che non sono riuscite a diventare gravide per oltre 6 mesi. 
Il test principalmente utilizzato per la misura della riserva ovarica è il "Test del FSH del terzo giorno" (nella letteratura scientifica internazionale "day 3 FSH test").
Questo misura i livelli di FSH ematico e di estradiolo al terzo giorno del ciclo mestruale. La ragione per cui si sceglie questo giorno rispetto ad altri è perché, in media, i livelli di estrogeni in questo periodo sono i più bassi del mese. Se una donna presenta delle mestruazioni infrequenti (segno di un livello basso di estrogeni) allora si misura la concentrazione di estrogeni e FSH in giorni casuali del ciclo mestruale.
Dal momento che:
- esiste una regolazione per feedback negativo tra estrogeni e FSH (ovvero, più estrogeni ci sono e meno FSH è presente e viceversa)

- alti livelli di estrogeni al terzo giorno SONO indicativi di buona riserva ovarica (perché gli ormoni FSH e LH ne stimolano la produzione da parte dei follicoli)

- alti livelli di FSH al terzo giorno NON sono indicativi di buona riserva ovarica (perché indicano una carenza di estrogeni e quindi la mancata attivazione del feedback negativo)

allora ci si aspetta che una donna con una buona riserva ovarica (in età fertile) abbia livelli di FSH bassi. 
In genere in donne con una buona riserva ovarica i livelli di FSH sono inferiori ai 10 miu/ml (10 milli unità internazionali per ml di sangue), anche se in alcuni casi è alcune donne fertili hanno raggiunto anche valori fino ai 10-15 miu/ml. 
Il risultato comunque è da confrontare in base a come sono state misurati i livelli di estrogeni e FSH e dunque dalla particolare tecnica di laboratorio.
Altre metodiche usate per la misura della riserva ovarica includono:
1. Misura dei livelli di inibina B
2. Misura dei livelli di ormone anti-mulleriano (AMH).
L'ormone anti-mulleriano (AMH) è una glicoproteina prodotta nell'ovaio e nello specifico da follicoli ancora immaturi (che rappresentano la quasi totalità di follicoli ed ecco perché sono rappresentativi della riserva ovarica). I follicoli immaturi sono pre-antrali o antrali (fino ai 6-8mm) e l'AMH è prodotto dalle loro cellule della granulosa. L'AMH viene drenato dalle vene dell'ovaio e raggiunge la circolazione sanguigna generale, ed ecco perché può essere misurato con un semplice prelievo ematico. 
L'AMH è presente in elevati livelli anche in donne con la sindrome dell'ovaio policistico e pertanto al fine di evitare errori di diagnosi nella fertilità della donna si consigliano anche altri esami (vedi dopo). 
Un'altra metodica utilizzata è il test al clomifene, che valuta l'integrità dell'asse ipotalamo - ipofisi - ovaio.
Vi sono delle metodiche anche ecografiche; un approccio è dato dalla conta dei follicoli antrali (mediante sonografia, perché sono grandi abbastanza da essere contati manualmente), che di solito è complementare alla misura dell'AMH (che invece conta i follicoli pre-antrali e antrali piccoli). Un secondo approccio è dato dalla ecografia transvaginale che determina la grandezza delle ovaie (ovaie piccole sono correlate ad una riserva ovarica minore e viceversa).

### Il significato di riserva ovarica bassa
Le donne con una riserva ovarica bassa hanno più difficoltà a rimanere gravide. Possono ricorrere tuttavia a diverse terapie anti-infertilità, sotto consiglio di un medico ginecologo.